# 平野浩志
平野 浩志（ひらの ひろし、1942年6月25日 - 2017年10月31日）は、日本の経営者。安田火災海上保険社長、会長を務めた。

## 経歴
埼玉県出身。1965年に慶應義塾大学商学部を卒業し、同年に安田火災海上保険に入社。
1994年6月に取締役に就任し、1997年6月に常務を経て、1999年4月には社長に就任。2002年7月から2006年6月までに損害保険ジャパン社長を務めた。
2017年10月31日虚血性心疾患のために死去。75歳没。